# Carbonara Scrivia
Carbonara Scrivia là một đô thị ở tỉnh Alessandria trong vùng Piedmont của Italia, có vị trí cách khoảng 100 km về phía đông của Torino và khoảng 20 km về phía đông nam của Alessandria. Tại thời điểm ngày 31 tháng 12 năm 2004, đô thị này có dân số 1.014 người và diện tích là 5,0 km².
Carbonara Scrivia giáp các đô thị: Spineto Scrivia, Tortona, và Villaromagnano.